# Карл Раґнар Гіров
Карл Рагнар Ґєров (швед. Karl Ragnar Gierow; 2 квітня 1904, Гельсінборг — 30 жовтня 1982, Стокгольм) — шведський режисер, письменник і перекладач, а також академік Шведської академії в Стокгольмі з 1961 по 1982 рік. У 1986 році, завдяки посмертному фінансуванню від нього та його дружини Карен, на його честь була заснована Svenska Akademiens nordiska pris, яка відтоді відзначає скандинавські досягнення в галузі літератури.